# Eileen Demes

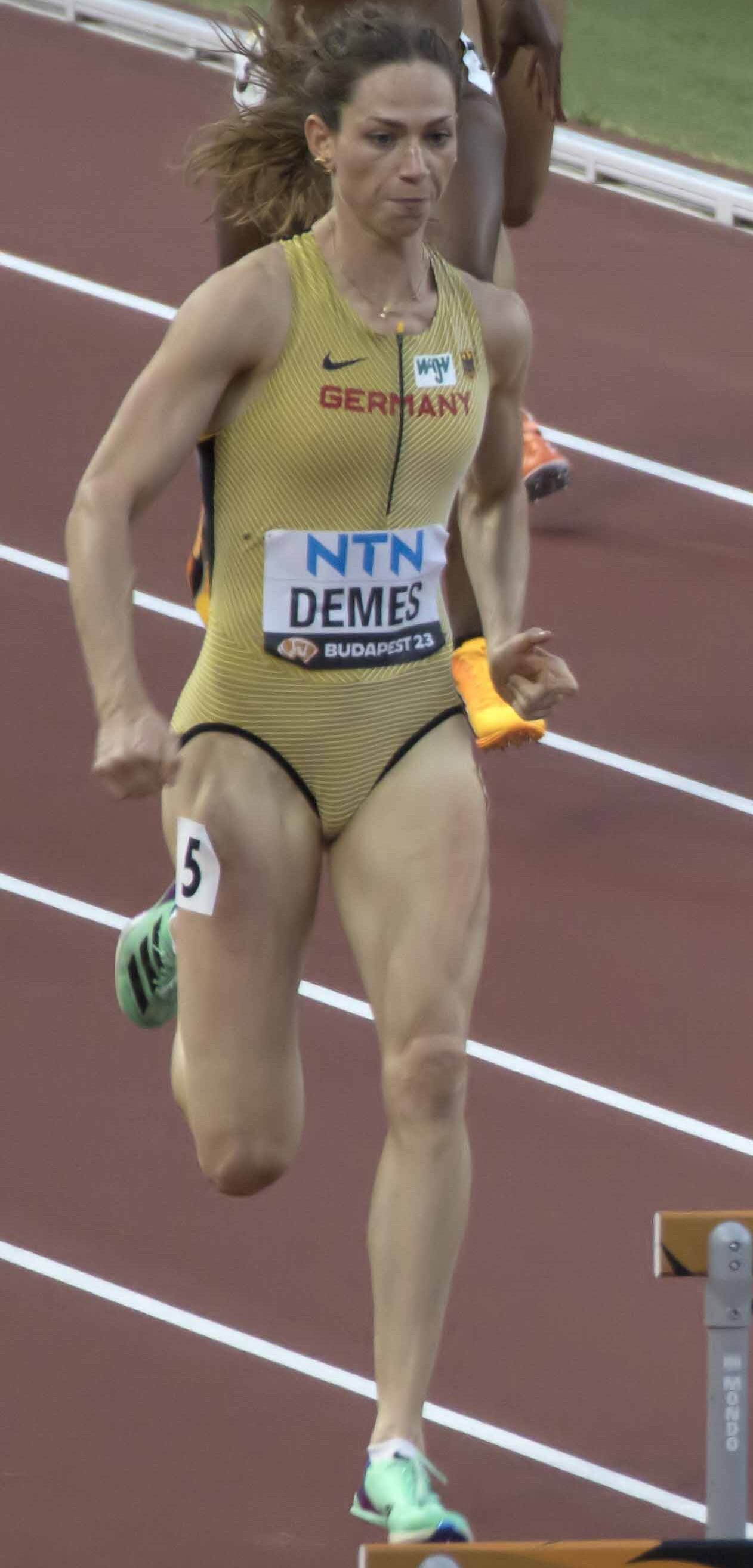
Eileen Demes bei den Weltmeisterschaften 2023 in Budapest

Eileen Demes (* 13. Oktober 1997 in Bridgend, Wales) ist eine deutsche Leichtathletin, die sich auf den 400-Meter-Hürdenlauf spezialisiert hat.

## Sportliche Karriere
Eileen Demes vom TV 1861 Neu-Isenburg war bei den Deutschen Meisterschaften 2016 in Kassel in 57,87 Sekunden Zweite hinter Jackie Baumann. Ihre nächste Podiumsplatzierung erreichte sie 2022 in Berlin mit dem dritten Platz in 56,12 Sekunden. 2023 in Kassel wurde sie in 55,72 Sekunden Zweite hinter Carolina Krafzik. Ihren ersten Meistertitel gewann sie 2024 in Braunschweig in 56,53 Sekunden. 2025 gewann sie erneut den Titel, diesmal in 54,34 Sekunden.
Ihre internationale Karriere begann Demes bei den U18-Weltmeisterschaften 2013 in Donezk mit einem vierten Platz über 400 Meter Hürden. Im Jahr darauf erreichte sie den achten Platz bei den Olympischen Jugendspielen in Nanjing. 2016 bei den U20-Weltmeisterschaften in Bydgoszcz erreichte sie zweimal den vierten Platz. Zuerst wurde sie in 57,83 Sekunden Vierte über 400 Meter Hürden. Der 4-mal-400-Meter-Staffel mit Eileen Demes, Hendrikje Richter, Jana Reinert und Hannah Mergenthaler fehlten im Ziel 38 Hundertstelsekunden zur Bronzemedaille.
Nach einer Erkrankung mit dem Epstein-Barr-Virus erreichte sie in den nächsten Jahren keine nationalen oder internationalen Erfolge. In dieser Zeit konzentrierte sie sich weitgehend auf ihr Studium an der University of Nottingham.
2022 bei den Europameisterschaften in München schied Demes im Vorlauf in 57,11 Sekunden aus. Im Jahr darauf bei den Weltmeisterschaften in Budapest lief Demes im Vorlauf 55,29 Sekunden, im Halbfinale schied sie in 56,71 Sekunden aus.
Im Juni 2024 bei den Europameisterschaften in Rom startete Demes zunächst über 400 Meter Hürden. Nach 55,25 Sekunden im Vorlauf lief sie im Halbfinale 55,64 Sekunden. Die 4-mal-400-Meter-Staffel mit Skadi Schier, Alica Schmidt, Luna Bulmahn und Eileen Demes belegte im Finale den achten Platz. Zwei Monate später bei den Olympischen Spielen in Paris lief die Mixed-Staffel mit Jean Paul Bredau, Alica Schmidt, Manuel Sanders und Eileen Demes auf den siebten Platz in ihrem Vorlauf. Eine Woche später wurde auch die Frauenstaffel mit Skadi Schier, Alica Schmidt, Mona Mayer und Eileen Demes Siebte in ihrem Vorlauf.

## Bestzeiten
Demes lief über 400 Meter Hürden 2021 erstmals unter 57 Sekunden. 2023 verbesserte sie bei den Weltmeisterschaften ihre Bestzeit auf 55,29 Sekunden. 2024 erreichte sie in Regensdorf in der Schweiz 54,80 Sekunden. Am 27. Juli 2025 verbesserte sie ihre Bestzeit beim ISTAF in Berlin auf 54,29 Sekunden.
Ihre Bestzeit über 400 Meter von 51,63 Sekunden lief Demes am 26. Juli 2024 in Berlin.